# Simple (álbum musical)
Simple es un álbum musical del artista uruguayo Fernando Cabrera estrenado a fines del 2020. El álbum consta de diez canciones y tiene una duración de 27 min 57 s.

## Canciones
| Número | Nombre de la canción         | Duración |
| ------ | ---------------------------- | -------- |
| 1.     | Era el Águila de la Libertad | 2:17     |
| 2.     | Estaba en Otra Vida          | 2:44     |
| 3.     | 50 Años de Horacio           | 2:13     |
| 4.     | Mañana Será Otro Día         | 2:05     |
| 5.     | La Estancia                  | 3:20     |
| 6.     | Diario de Viaje              | 3:19     |
| 7.     | Cartas de Cristo             | 3:09     |
| 8.     | Soy un Hombre                | 2:30     |
| 9.     | El Liceo                     | 2:31     |
| 10.    | Creo Que Te Amo              | 3:45     |